# 潘美
潘 美（はん び、拼音：Pān Měi、同光3年（925年）- 淳化2年6月7日（991年7月20日））は、北宋初期の将軍。字は仲詢。魏州大名県の人。北宋が南漢を滅ぼす戦いで指揮を任され、官位は客省使にまで到った。

## 経歴
潘美と宋の太祖趙匡胤は親しく、趙匡胤が政権を取ってからも重用された。李重進の反乱平定の戦いにも参加し、揚州・潭州を守り、防禦使にまで昇進した。開宝3年（970年）、行営兵馬都部署になり、軍を率いて南漢を平らげた。これは、潘美が賀州を包囲することから始まった。南漢の将軍の伍彦柔率いる3万の軍が救援に来ると、潘美はこれより10キロメートル兵を退かせ、南郷岸に兵を配置し、南漢軍を大いに破って伍彦柔を捉えた。続いて、昭州・桂州・連州を下し、進んで韶州に迫った。李承渥を潮州蓮花峰で再び破り、韶州を取った。ここで、南漢の主君は降伏した。
後に広州知州に任じられ、市舶司を兼ねた。山南東道節度使に昇進した。開宝7年（974年）、昇州（現在の江蘇省南京市）西南面行営馬歩軍戦棹都監に任じられ、都部署曹彬の南唐征伐を助けた。南唐を平らげると、検校太傅・宣徽北院使に加えられた。太平興国4年（979年）正月、北路都招討制置使に任じられ、太宗趙光義に従い、北漢征伐に赴いた。北漢が降伏した後、知幽州（現在の北京）行府事に任じられ、太宗に従い、遼への北伐に参加したが、敗れて帰国。同年8月、河東三交口都部署に任じられ、西北辺防を守り、遼を圧迫した。雁門での勝利を以て、代国公に封じられ、後に忠武軍節度使に改められた。
雍熙3年（986年）、宋軍は三路に分かれて北伐に向かったが、潘美は雲州（現在の山西省大同市）・応州（現在の山西省応県）・寰州（現在の山西省朔州市朔城区）・朔州（現在の山西省朔州市朔城区）などの州行営都部署になり、楊業がこの副将となった。西路軍を率いて雁門を出て、勝利を続けた。暫くして、曹彬率いる東路軍が岐溝関の戦いで敗れたので、潘美らは撤退し、雲州・応州の民を内地に連れ帰るべき内容の詔を受けた。撤退の途中、潘美と王侁などは、楊業にあえて敵を迎え撃つよう迫り、必敗の地に置いて見殺しにした。楊業の軍勢は陳家谷（現在の山西省忻州市寧武県）にて全滅し、楊業自身は捕われの身になり、絶食して死んだ。これにより、潘美は位を三階級削られ、検校太保に落とされた。翌年、元の官職に復す。淳化2年（991年）、同平章事に加えられたが、数カ月後死亡した。
真宗の最初の正室潘氏（章懐皇后）は、潘美の娘（あるいは孫娘）である。

## 逸話
江南への出征前、潘美は征討軍の副将として大将の曹彬とともに太祖趙匡胤に謁見した。曹彬が太祖の前で「自分には荷が重い。他に適任者を選んでください」と謙遜する一方、潘美は大将の曹彬を差し置いて江南の攻略法を自信たっぷりに滔々と述べた。潘美の大言壮語を聞き終えた太祖は、曹彬に向かって「大将の仕事はそう難しいものではない。出しゃばりな副将を斬り捨ててしまえばよいだけだ」と告げたため、潘美は太祖の顔を見ることもできず大量の冷や汗をかいた(『宋名臣言行録』)。

## 話本と京劇における形象
- 『楊家将』：潘仁美